# Intergalactic
Intergalactic – polska firma producencka produkująca programy telewizyjne na zlecenie nadawców telewizyjnych oraz reklamy i billboardy sponsorskie. Została ono założona w 2004r. przez Jana kępińskiego oraz Adama Vigh. 
Podkład muzyczny czołówki firmy producenckiej Intergalactic stanowił fragment utworu "Future Logo", którego kompozytorem był Richard John Cottle. 
Firma współpracowała ze stacją telewizyjną TVN, dla której produkowała takie programy, jak: Pascal: Po prostu gotuj!, Łapać złodzieja, Cofnij zegar oraz nową wersję teleturnieju Milionerzy w formule z dwunastoma pytaniami oraz z nowymi kołami ratunkowymi: pytanie do eksperta (od 2009) i zamiana pytania (od 2010). 
W 2006 roku Intergalactic wyprodukowało dla TVP2 program muzyczny Dubidu i reality-show Supertalent. 
W 2010 roku firma Intergalactic wyprodukował dla TVP1 Program kulinarny prowadzącego przez aktorkę Joannę Brodzik ''Brodzik od kuchni'' oraz dla Viva Polska program typu talent show prowadzących przez Kasię Kępkę oraz Justynę Kozłowską ''Viva Królowie Densfloru'' którzy zasiadają jurorzy Edyta Herbuś, Rafał Maserak oraz Ralph ''Roofi'' Kaminski'' w którym zrealizowało 6 odcinków. 
Firma także odpowiedzialna była za dwie pierwsze edycje programu Must Be the Music. Tylko muzyka na zlecenie telewizji Polsat. 
Intergalactic produkował także relacje z koncertów (m.in. koncert Red Hot Chili Peppers w Chorzowie w 2007 roku), filmy krótkometrażowe (Hans Christian Andersen) oraz reklamy z udziałem gwiazd: m.in. Knorr z Pascalem Brodnickim, Axe z Kubą Wojewódzkim, Gymnasion z Mariuszem Czerkawskim, Domestos z Krystyną Czubówną, Rexona z Rafałem Maserakiem i Robertem Kochankiem. 
W 2011 roku Firma intergalactic zakończyła współpracę z TVN. Po tym czasie skupiła się na produkcji programów dla Polsatu, takich jak „Must Be the Music – Tylko Muzyka”.
Pod koniec 2011 roku po 7 latach współpracy firmy intergalactic wraz z Adamem Vigh, firma została przekształcona w firmę Jake Vision.

## Produkcje firmy Intergalactic
Firma producencka Intergalactic zrealizowała wiele programów rozrywkowych jak: teleturniej, reality show, talent show, kulinarny, Muzyczne na żywo, Film krótkometrażowy oraz medyczny show, głównie dla polskich nadawców telewizyjnych jak TVN, TVP, Polsat, oraz Viva Polska.

### Programy Kulinarne
Pascal: Po Prostu Gotuj (TVN)
Pascal Express (TVN)
Brodzik od kuchni (TVP1)

### Teleturnieje
Milionerzy (TVN)

### Programy rozrywkowe
Dubidu (TVP2)

### Reality show
Supertalent (TVP2)

### Programy taneczne
Viva Królowie Densfloru (Viva Polska)

### Programy Medyczne
Cofnij zegar (TVN)

### Programy Muzyczne
Must be the music: Tylko Muzyka (2 edycje) (Polsat)

### Pozostałe
Hans christian Andersen (2005)
Red Hot Chilli Peppers - Koncert z chorzowa (03.07.2007) (TVN)
Łapać Złodzieja (TVN)
Oryginalne Całkiem Nowe Przepisy Pascala - specjalne na święta! (Tylko na VCD)